# Света Богородица (Мажучище)
„Света Богородица“ (на македонска литературна норма: „Света Богородица“) е възрожденска православна църква в прилепското село Мажучище, Северна Македония. Църквата е под управлението на Преспанско-Пелагонийската епархия на Македонската православна църква. Църквата представлява еднокорабна сграда, с правоъгълна апсида отвън на източната страна. Изградена е в XVIII, а обновена в XIX век.